# Molí Descals
El Molí Descals és un molí de gra ubicat a Ontinyent, a la dreta del riu Clariano, davant del pont Nou de la Paduana. Es troba documentat des de l'any 1415 i va estar actiu fins a 1972. Es conserva en molt bon estat i conserva la roda de molí, dos queixals, la tremuja amb l'esquellot d'avís, la neta on es netejava el gra abans de moldre-ho i el torn que seleccionava la farina per mides.
En l'actualitat és la residència d'estiu dels antics moliners que ho tenen obert al públic interessat i els expliquen el funcionament i els mecanismes de les diferents parts.

## Història
Documentat per primera vegada el 1415, apareix com a molí d'Enmig i el seu propietari era Johan Urgellés. El 1460 era propietat de Domingo Doménech; el 1485 apareix a nom d'Anthoni Montanya i canvia el seu nom pel de Montanya fins a 1625 en què deixa de pertànyer a aquesta família. És ja en el segle XX quan apareix el nom de Descals. El gener de 1928 l'arrendà la família Descals (José Descals Soler) per dues pessetes diàries de lloguer, fins que el 1946 el comprà. El matrimoni de José Descals Soler i Eduvigis Tormo Durà compraren el molí a José María Belda Coll i a la seua esposa María Revert Nadal.
Els propietaris actuals són els germans Alejandro i Eduvigis Descals Tormo, fills del primer Descals del molí.

## Construcció i funcionament
La construcció disposa d'una bassa de 55 cm de grossària de paret, que comença amb 1 m de profunditat i acaba en 2,30 m; ventador a l'esquerra, dos cups en rampa quasi de mitja circumferència de 105 cm de diàmetre i 5 m de caiguda que mouen dos rodets i dos jocs de moles. Dues voltes de 2,2 m d'alçària, 1,70 m d'amplària i 8 m de longitud fins al cacau de 2,50 m d'alçada, 2 m d'amplada i uns 25 m de longitud, fins a la séquia que va al Molí Capellano. L'aigua li venia del Molí Xorrera per mitjà de la séquia de Bodí o en general de la Barbacana, de 40 cm d'ampla i 70 cm de fondària, amb un gruix de paret de 40 cm.
L'Associació Valenciana d'Amics del Molins (AVAM), organització dedicada a promoure l'interès pels vells molins hidràulics i pels seus sistemes de funcionament, séquies i hortes en els quals s'hi troben instal·lats, disposa d'un catàleg de molins valencians que inclou el Molí de Descals d'Ontinyent, també anomenat de Montanya o d'Enmig.